# Juli 2010
Portal Geschichte | Portal Biografien | Aktuelle Ereignisse | Jahreskalender | Tagesartikel

◄ |
20. Jahrhundert |
21. Jahrhundert

◄ |
1980er |
1990er |
2000er |
2010er
| 2020er | 2030er | 2040er

◄ |
2006 |
2007 |
2008 |
2009 |
2010
| 2011 | 2012 | 2013 | 2014 | ►

◄ |
April 2010 |
Mai 2010 |
Juni 2010 |
Juli 2010 |
August 2010 |
September 2010 |
Oktober 2010 |
►
Dieser Artikel behandelt tagesbezogene Nachrichten und Ereignisse im Juli 2010.

## Tagesgeschehen

### Donnerstag, 1. Juli 2010

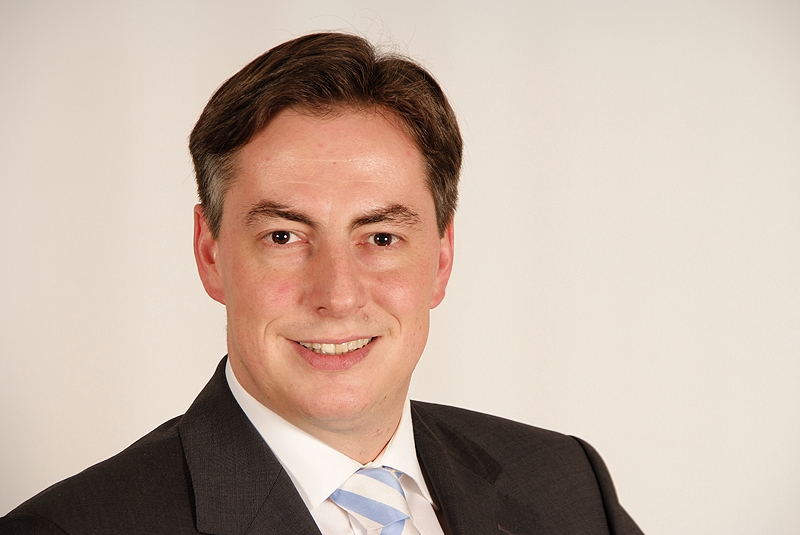
David McAllister

- Brüssel/Belgien: Das Land übernimmt von Spanien für ein halbes Jahr den Vorsitz im Rat der Europäischen Union.[1]
- Hannover/Deutschland: Der Landtag von Niedersachsen wählt David McAllister (CDU) als Nachfolger seines Parteikollegen Christian Wulff zum Ministerpräsidenten.[2]
- Lahore/Pakistan: Bei mehreren Anschlägen der Taliban auf einen Sufi-Schrein kommen mindestens 40 Menschen ums Leben und mehr als 150 weitere werden verletzt.[3]
- Mogadischu/Somalia: Bei Gefechten am Unabhängigkeitstag kommen mindestens 17 Menschen ums Leben und mehr als 22 weitere werden verletzt.[4]
- Siirt/Türkei: Bei Gefechten zwischen der Armee und der Arbeiterpartei Kurdistans im Südosten des Landes kommen mindestens 17 Menschen ums Leben.[5]

### Freitag, 2. Juli 2010

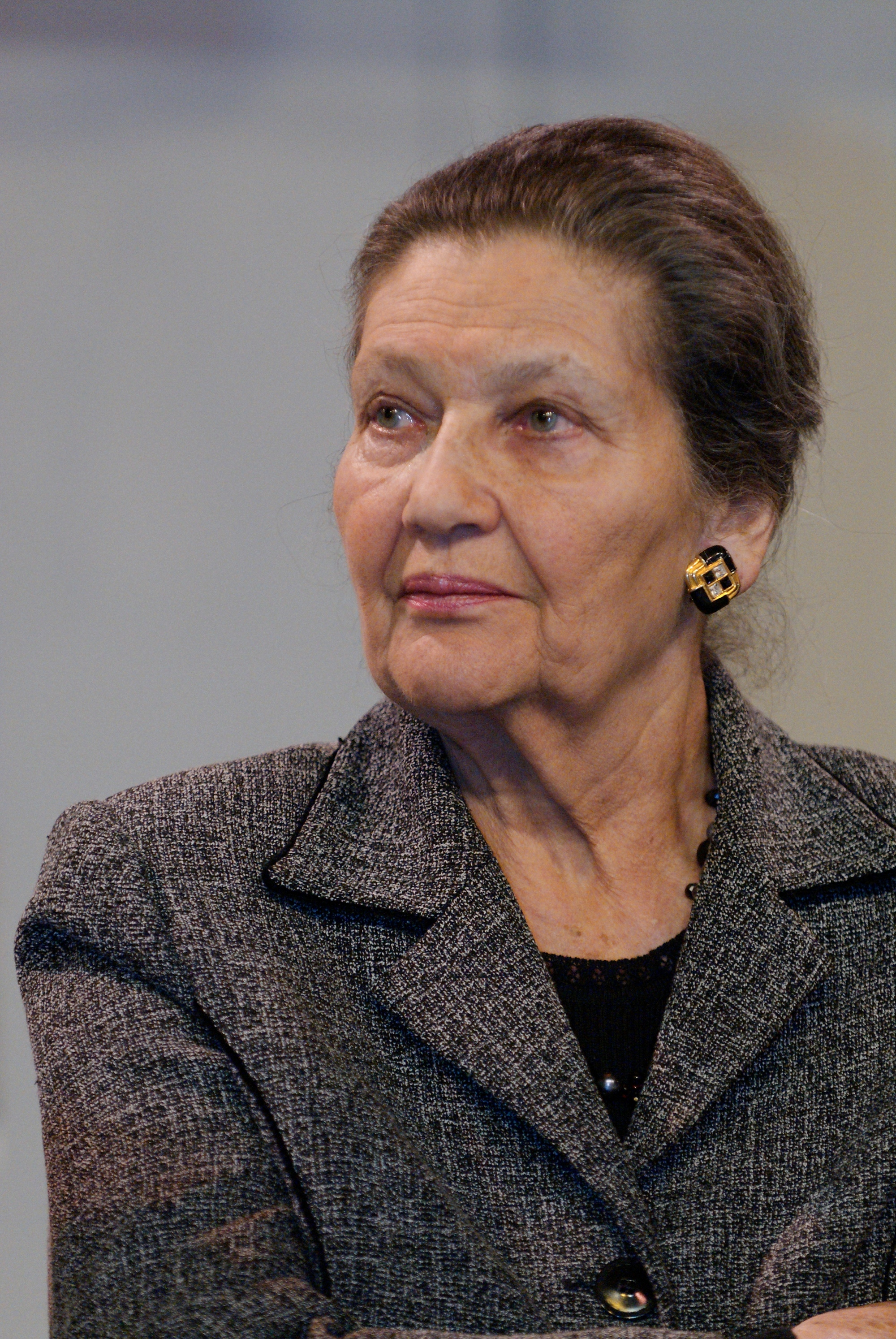
Simone Veil

- Bukavu/DR Kongo: Bei der Explosion eines Tanklastwagens in der Provinz Sud-Kivu kommen mindestens 200 Menschen ums Leben und mehr als 100 weitere werden verletzt.[6]
- Düsseldorf/Deutschland: Simone Veil erhält den Heinrich-Heine-Preis.[7]

### Samstag, 3. Juli 2010

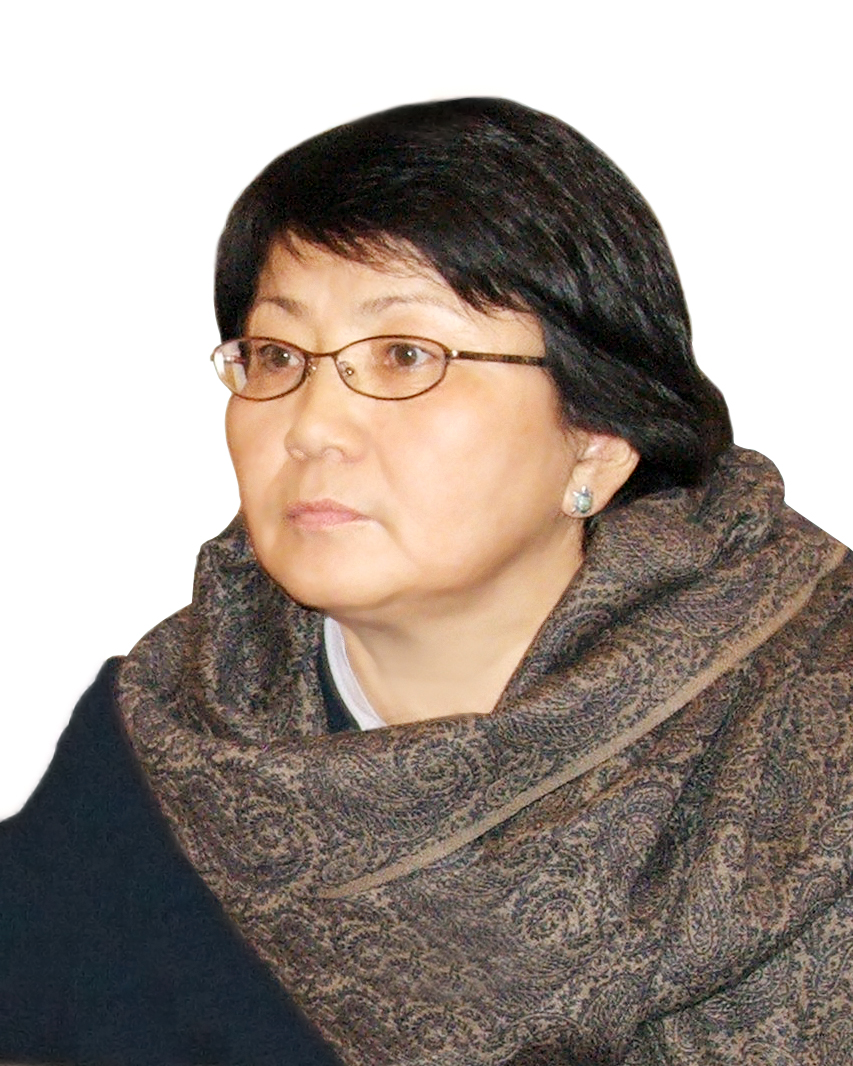
Rosa Otunbajewa

- Bischkek/Kirgisistan: Rosa Otunbajewa wird als Staatspräsidentin vereidigt.[8]
- London / Vereinigtes Königreich: Serena Williams gewinnt das Dameneinzel-Finale des Tennisturniers von Wimbledon gegen Wera Swonarjowa mit 6:3 und 6:2.[9]
- Seoul/Südkorea: Bei einem Busunglück in der Nähe der Hauptstadt kommen zwölf Menschen ums Leben und zwölf weitere werden verletzt.[10]

### Sonntag, 4. Juli 2010

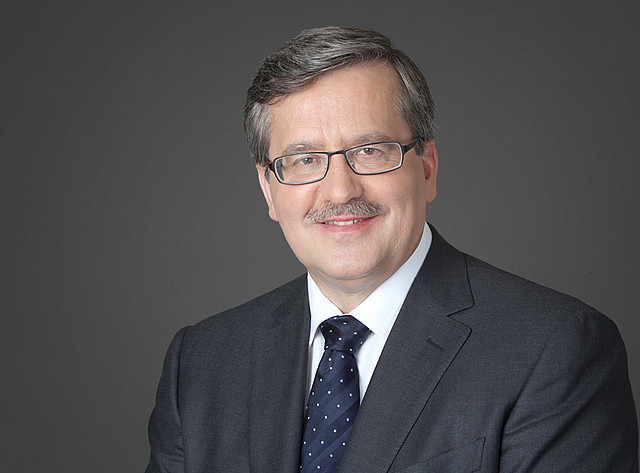
Bronisław Komorowski

- Cebu/Philippinen: Bei einem Busunglück kommen mindestens 15 Menschen ums Leben und mehr als zwölf weitere werden verletzt.[11]
- Kabul/Afghanistan: US-General David Petraeus übernimmt als Nachfolger von Stanley A. McChrystal das Oberkommando über die NATO-geführte internationale Schutztruppe ISAF.[12]
- London / Vereinigtes Königreich: Im Herreneinzel-Finale des Tennisturniers von Wimbledon besiegt Rafael Nadal Tomáš Berdych mit 6:3, 7:5 und 6:4.[13] Den Titel im Herren-Doppel gewinnen der Österreicher Jürgen Melzer und der Deutsche Philipp Petzschner.[14]
- München/Deutschland: Beim Volksentscheid über eine Ausweitung des Rauchverbots in Bayern stimmen nach dem vorläufigen amtlichen Endergebnis 61,0 % für die Ausweitung. Die Wahlbeteiligung liegt bei 37,7 %.[15]
- Warschau/Polen: Bronisław Komorowski gewinnt die Stichwahl um das Präsidentschaftsamt gegen Jarosław Kaczyński.[16]

### Montag, 5. Juli 2010
- Constanța/Rumänien: Bei einem Flugzeugabsturz kommen zwölf Menschen ums Leben und zwei weitere werden verletzt.[17]
- Diyarbakır/Türkei: Bei Gefechten zwischen der Armee und der Arbeiterpartei Kurdistans im Südosten des Landes kommen mindestens 13 Menschen ums Leben und drei weitere werden verletzt.[18]

### Dienstag, 6. Juli 2010

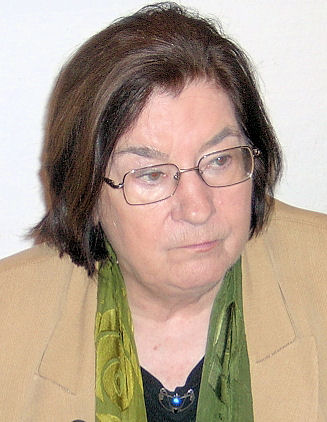
Christa Wolf (2007)

- Hongkong, Shanghai/China: Erster Handelstag für Aktien der AgBank. Mit einem Volumen von 22,9 Mrd. US-Dollar ist es weltweit der größte Börsengang in der Geschichte.
- Leipzig/Deutschland: Der Bundesgerichtshof entscheidet, dass die Präimplantationsdiagnostik (PID) nicht gegen das Embryonenschutzgesetz verstößt.[19]
- Lübeck, München/Deutschland: Die Schriftstellerin Christa Wolf erhält den erstmals von der Hansestadt und der Bayerischen Akademie der Schönen Künste gemeinsam verliehenen Thomas-Mann-Preis.[20]

### Mittwoch, 7. Juli 2010
- Berlin/Deutschland: Bundesinnenminister Thomas de Maizière gibt bekannt, dass Deutschland zwei Insassen des Gefangenenlagers der Guantanamo Bay Naval Base aufnehmen wird.[21]
- Paris/Frankreich: Panamas früherer Diktator Manuel Noriega wird wegen Geldwäsche zu sieben Jahren Haft verurteilt.[22]
- Straßburg/Frankreich: Das Europäische Parlament beschließt ein Gesetz, das Bonusauszahlungen an Banker begrenzt.[23]

### Donnerstag, 8. Juli 2010
- Augsburg/Deutschland: Der bislang dem Bistum Görlitz vorstehende Konrad Zdarsa wird als Nachfolger des zurückgetretenen Walter Mixa zum Bischof des Bistums ernannt.[24]
- Bagdad/Irak: Bei einer Serie von Bombenanschlägen in den letzten Tagen kommen mindestens 60 Menschen ums Leben.[25]
- Bratislava/Slowakei: Mit Iveta Radičová wird erstmals eine Frau als Ministerpräsidentin vereidigt.[26]
- Payerne/Schweiz: Das Solarflugzeug Solar Impulse fliegt erstmals länger als 24 Stunden und stellt damit einen neuen Weltrekord auf.[27]
- Straßburg/Frankreich: Das Europäische Parlament billigt das SWIFT-Abkommen, das den Zugriff US-amerikanischer Behörden auf Bankkundendaten des Finanzdienstleisters Swift regelt.[28]
- Wien/Österreich: Amtsinhaber Heinz Fischer, früher SPÖ (heute unabhängig), wird vor der Bundesversammlung zum zweiten Mal als Bundespräsident vereidigt.[29]

### Freitag, 9. Juli 2010
- Berlin/Deutschland: Der Bundesrat billigt die Verkürzung des Wehr- und Zivildienstes von neun auf sechs Monate. Die neue Regelung tritt rückwirkend ab dem 1. Juli 2010 in Kraft.[30]
- Bern/Schweiz: Moritz Leuenberger erklärt zum Ende des Jahres seinen Rücktritt aus dem Bundesrat.[31]
- Darmstadt/Deutschland: Die Deutsche Akademie für Sprache und Dichtung zeichnet den Berliner Schriftsteller Reinhard Jirgl mit dem Georg-Büchner-Preis aus.[32]
- Islamabad/Pakistan: Bei einem Bombenanschlag im Nordwesten des Landes kommen mindestens 64 Menschen ums Leben und mehr als 100 weitere werden verletzt.[33]
- Peking/China: Der Suchmaschinenkonzern Google erhält nach monatelangem Zensurstreit mit den Regierungsbehörden eine neue Betreiberlizenz für seine chinesische Website.[34]
- Wien/Österreich: Russland und die Vereinigten Staaten tauschen auf dem Flughafen insgesamt 14 Agenten aus. Es ist der größte Agentenaustausch seit dem Ende des Kalten Krieges.[35]

### Samstag, 10. Juli 2010
- Barcelona/Spanien: Mehr als eine Million Menschen demonstrieren gegen ein Urteil des Verfassungsgerichtes, das 14 Artikel des Autonomiestatutes von Katalonien als insgesamt oder teilweise für verfassungswidrig erklärte.[36]
- Perth/Australien: 177 Jahre nach der Ermordung von Noongar-Krieger Yagan wird dessen Kopf am Ort der Erschießung im Swan Valley bei einer Aborigines-Zeremonie bestattet.[37]

### Sonntag, 11. Juli 2010

Logo der Fußball-Weltmeisterschaft

Verlauf der Sonnenfinsternis

- Johannesburg/Südafrika: Im Finale der Fußball-Weltmeisterschaft besiegt Spanien die Niederlande mit 1:0 nach Verlängerung und wird damit erstmals Fußballweltmeister. Dritter wird Deutschland, das am Vortag Uruguay mit 3:2 besiegte.[38]
- Kampala/Uganda: Bei mehreren Bombenanschlägen der somalischen al-Shabaab kommen mindestens 74 Menschen ums Leben und mehr als 70 weitere werden verletzt.[39]
- Südamerika, Südpazifik: Längere totale Sonnenfinsternis.[40]
- Tokio/Japan: Bei der Oberhauswahl verliert die regierende Demokratische Partei von Premierminister Naoto Kan zehn Sitze und die Regierungskoalition die Mehrheit; die oppositionelle Liberaldemokratische Partei kann hingegen 13 Sitze hinzugewinnen.[41]

### Montag, 12. Juli 2010
- Bern/Schweiz: Die Bundesverwaltung weist den Auslieferungsantrag der Vereinigten Staaten ab und hebt Roman Polańskis Hausarrest auf.[42]
- Den Haag/Niederlande: Der Internationale Strafgerichtshof stellt gegen Sudans Staatspräsidenten Omar al-Baschir einen Haftbefehl wegen Völkermordes an den Fur, Masalit und Zaghawa aus.[43]
- Hamburg/Deutschland: Für einen Kaufpreis von etwa 30 Millionen Euro übernimmt der britische Reiseveranstalter Thomas Cook den Konkurrenten Öger Tours.[44]

### Dienstag, 13. Juli 2010
- Manila/Philippinen: Durch den Taifun Conson kommen mindestens 20 Menschen ums Leben.[45]
- München/Deutschland: Prozessbeginn gegen die mutmaßlichen Täter im Mordfall Dominik Brunner vor dem Landgericht.[46]
- Prag/Tschechische Republik: Die Mitte-rechts-Regierung unter Ministerpräsident Petr Nečas wird vereidigt.[47]
- Rom/Italien: Bei der größten Razzia seit 15 Jahren mit etwa 3.000 Justizbeamten gegen die kalabrische Mafia ’Ndrangheta werden rund 300 mutmaßliche Mitglieder verhaftet und Sachwerte von mehreren Millionen Euro beschlagnahmt.[48]

### Mittwoch, 14. Juli 2010

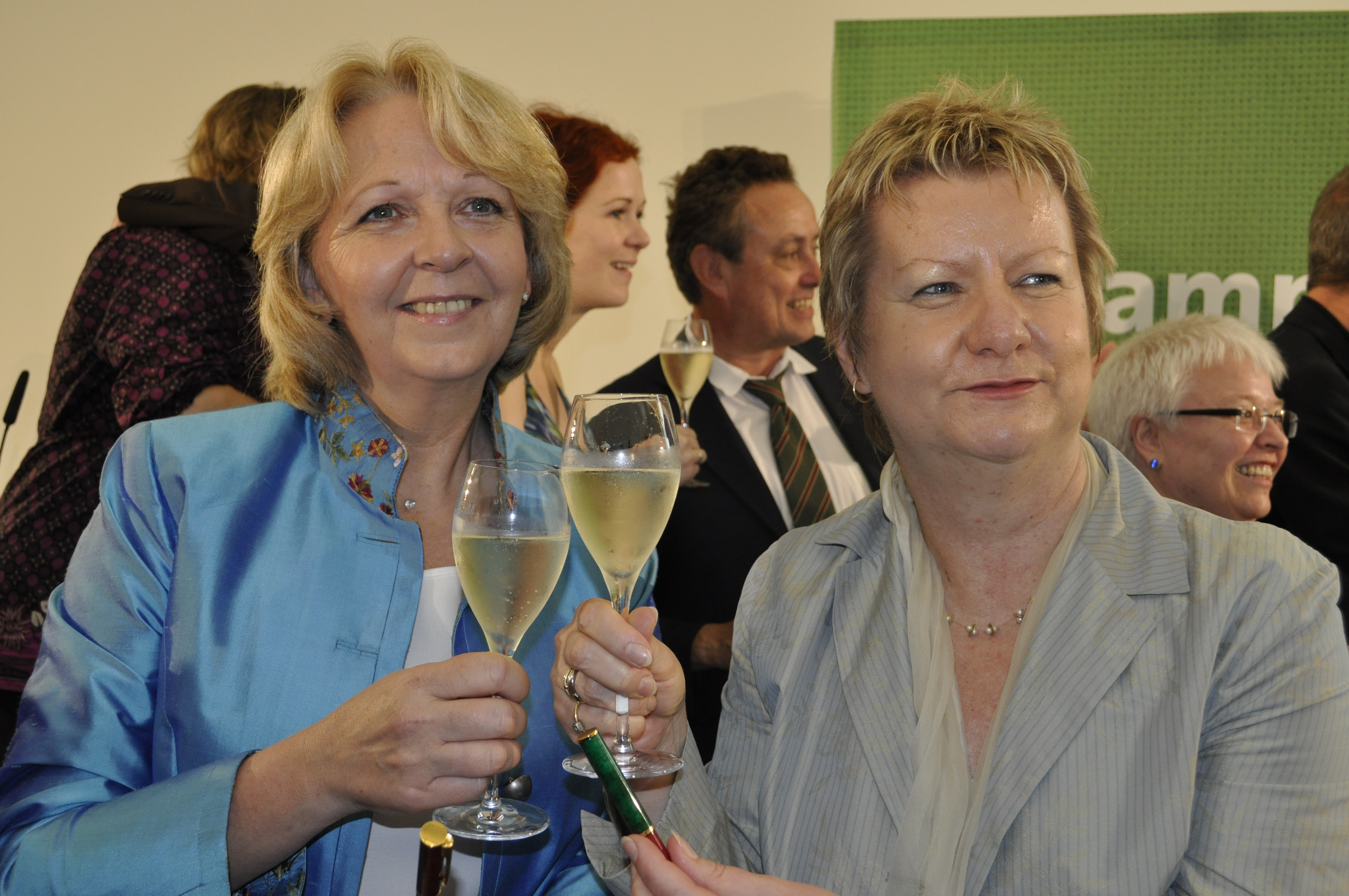
Hannelore Kraft, Sylvia Löhrmann

- Düsseldorf/Deutschland: Gut zwei Monate nach der Landtagswahl wird Hannelore Kraft (SPD) zur neuen Ministerpräsidentin von Nordrhein-Westfalen gewählt.[49]

### Donnerstag, 15. Juli 2010
- Buenos Aires/Argentinien: Der Senat billigt den Gesetzentwurf für die Gleichstellung gleichgeschlechtlicher Paare.[50]
- Washington, D.C. / Vereinigte Staaten: Der Senat stimmt dem Reformwerk Barack Obamas zum Finanzmarkt zu.[51]
- Zahedan/Iran: Bei mehreren Anschlägen der Dschundollah kommen mindestens 28 Menschen ums Leben und mehr als 270 weitere werden verletzt.[52]

### Freitag, 16. Juli 2010

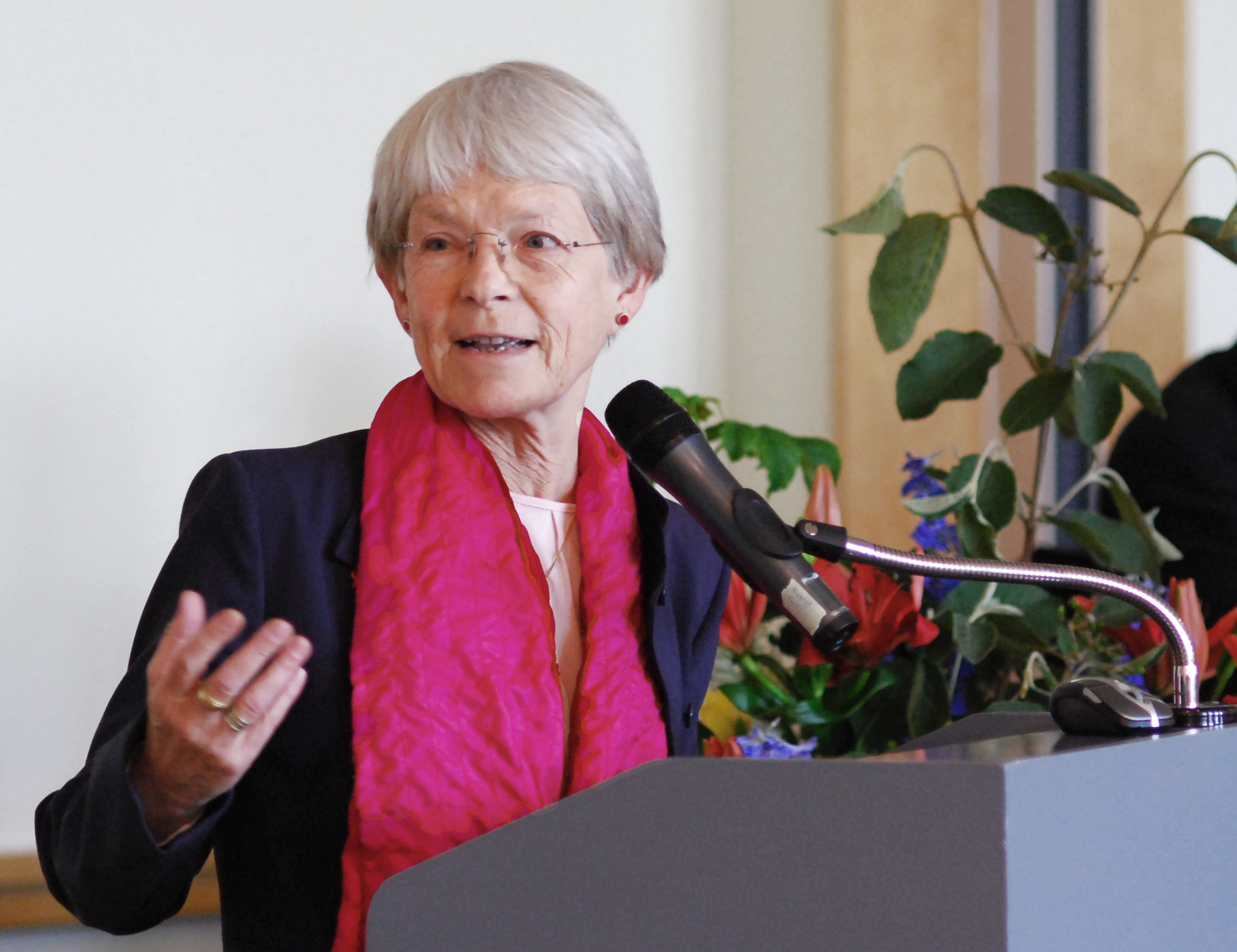
Maria Jepsen

- Kiel/Deutschland: Nachdem sie im Zusammenhang mit Missbrauchsvorwürfen gegen einen Pastor in die Kritik geraten war, erklärt Maria Jepsen, Bischöfin der Nordelbischen Kirche, ihren Rücktritt.[53]
- Moskau/Russland: Die Duma verabschiedet ein von Präsident Dmitri Medwedew initiiertes Gesetz, wonach der Inlandsgeheimdienst FSB künftig auf bloßen Verdacht gegen Bürger vorgehen darf.[54]

### Samstag, 17. Juli 2010
- Durrës/Albanien: Bei einem Busunglück kommen mindestens 14 Menschen ums Leben und mehr als zwölf weitere werden verletzt.[55]
- Islamabad/Pakistan: Bei einem Angriff auf einen Fahrzeugkonvoi im Nordwesten des Landes kommen mindestens 16 Menschen ums Leben.[56]
- Peking/China: Bei einem Brand in einem Bergwerk im Nordwesten des Landes kommen mindestens 28 Menschen ums Leben.[57]

### Sonntag, 18. Juli 2010
- Bagdad/Irak: Bei einem Bombenanschlag kommen mindestens 43 Menschen ums Leben und mehr als 29 weitere werden verletzt.[58]
- Hamburg/Deutschland: In einem Volksentscheid wird die Einführung einer Primarschule in dem Stadtstaat abgelehnt.[59]
- Hamburg/Deutschland: Ole von Beust gibt seinen Rücktritt vom Amt des Ersten Bürgermeisters zum 25. August bekannt.[60]
- Torreón/Mexiko: Bei einem Überfall auf eine Party kommen 18 Menschen ums Leben.[61]

### Montag, 19. Juli 2010

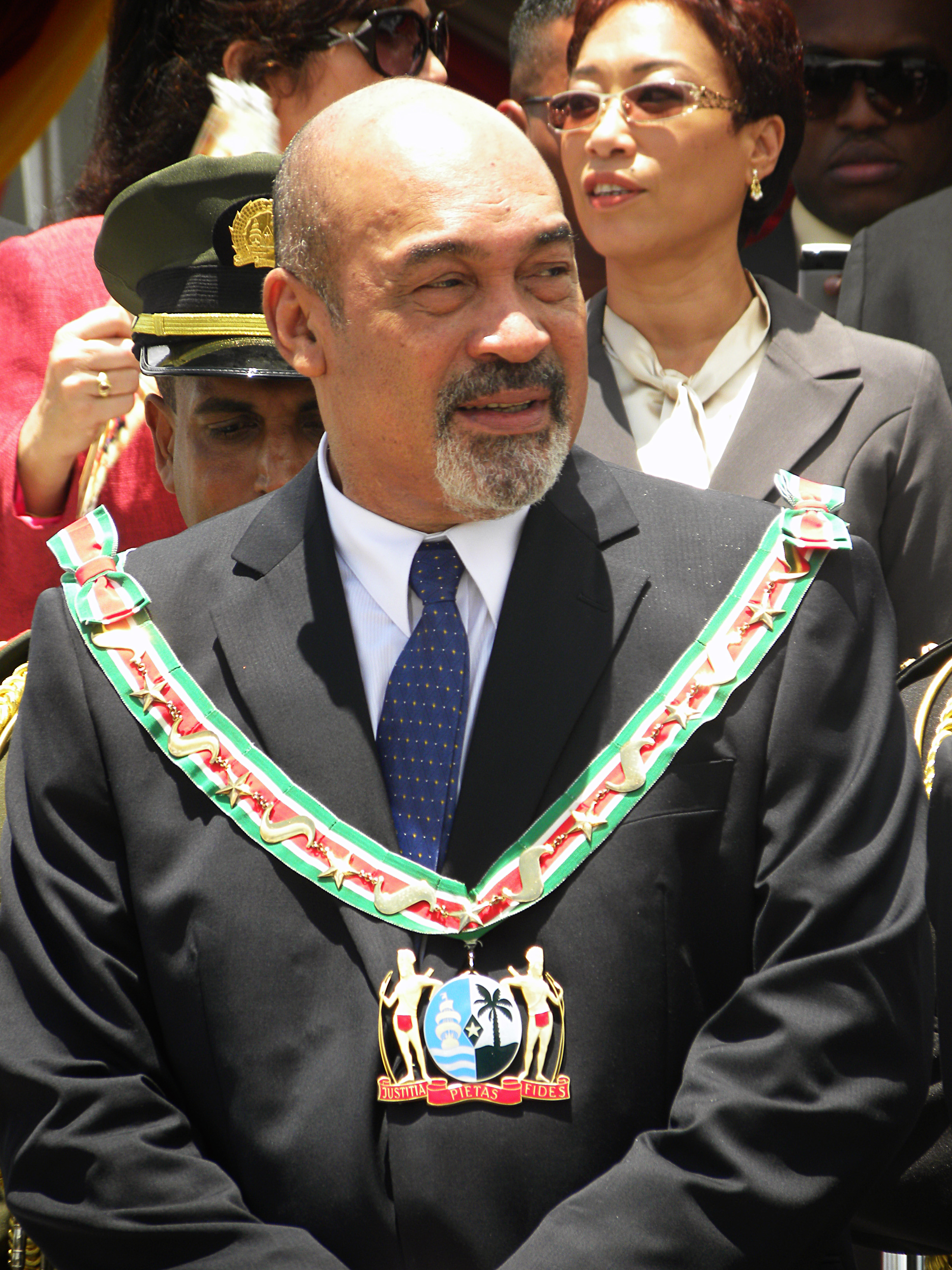
Desi Bouterse

- Kalkutta/Indien: Bei einem Zugunglück im Bundesstaat Westbengalen kommen mindestens 60 Menschen ums Leben und mehr als 165 weitere werden verletzt.[62]
- Paramaribo/Suriname: Die Nationalversammlung wählt Desi Bouterse zum Staatspräsidenten. Er führte im Februar 1980 einen Putsch gegen die gewählte Regierung des Landes an und erreicht durch die heutige Wahl Immunität gegen einen Vollstreckungshaftbefehl der Niederlande wegen Drogenhandels.[63]

### Dienstag, 20. Juli 2010
- Frankfurt am Main/Deutschland: Fußball-Bundestrainer Joachim Löw verlängert seinen Vertrag mit dem Deutschen Fußball-Bund bis zum 31. Juli 2012.[64]

### Mittwoch, 21. Juli 2010
- Conakry/Guinea: Der Oberste Gerichtshof des Landes weist Beschwerden nach der ersten Runde der Präsidentschaftswahl zurück und macht damit den Weg für die Stichwahl zwischen Cellou Dalein Diallo und Alpha Condé frei. Die ursprünglich für den 18. Juli angesetzte Stichwahl war zuvor auf unbestimmte Zeit verschoben worden.[65]
- Garching/Deutschland, London / Vereinigtes Königreich: Die Europäische Südsternwarte gibt bekannt, dass der Stern R136a1 nach Modellberechnungen eine Masse von 265 Sonnenmassen aufweist und damit der massereichste bekannte Stern ist.[66]
- Leipzig/Deutschland: Das Bundesverwaltungsgericht erklärt die Beobachtung des Linke-Politikers Bodo Ramelow durch den Verfassungsschutz für rechtmäßig.[67]
- Paris/Frankreich: Slowenien wird 32. Mitgliedstaat der Organisation für wirtschaftliche Zusammenarbeit und Entwicklung.[68]
- Washington, D.C. / Vereinigte Staaten: Ein halbes Jahr nach dem schweren Erdbeben in Haiti erlässt der Internationale Währungsfonds dem Karibikstaat sämtliche Schulden.[69]

### Donnerstag, 22. Juli 2010

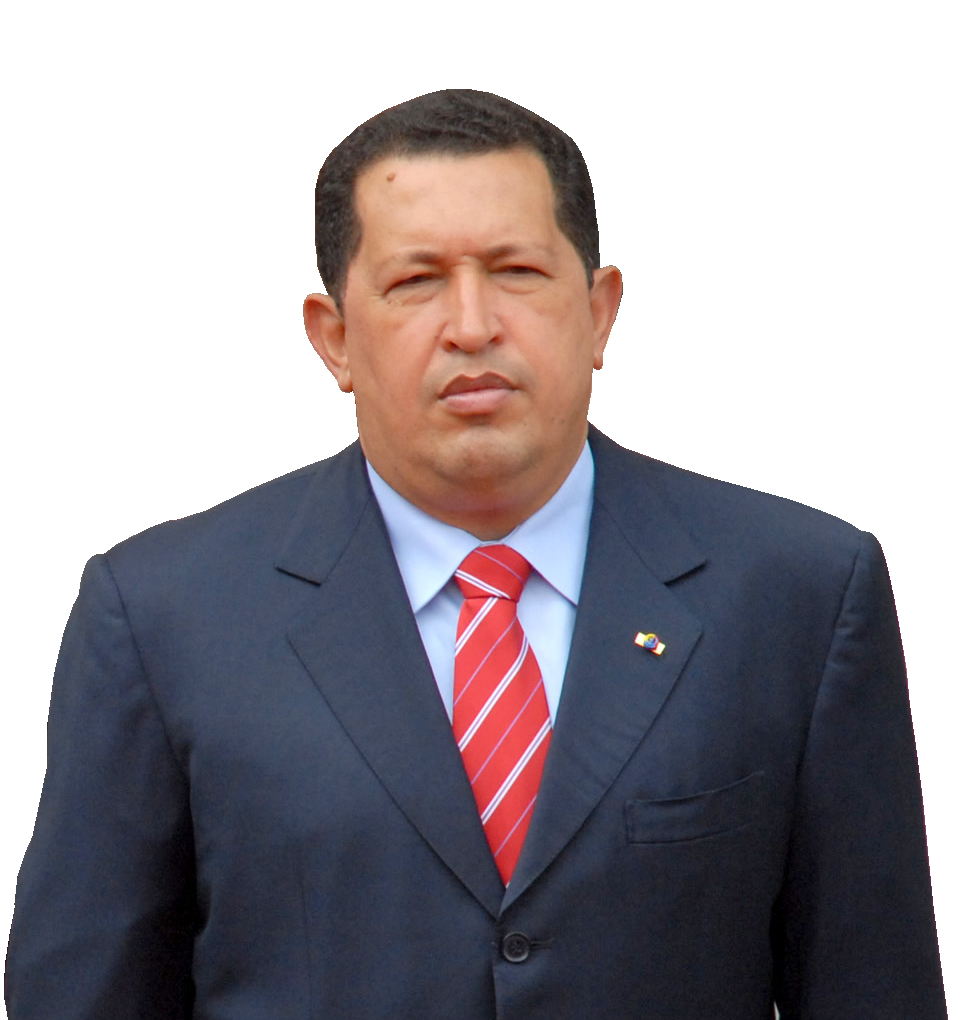
Hugo Chávez

- Caracas/Venezuela: Präsident Hugo Chávez bricht die diplomatischen Beziehungen seines Landes zu Kolumbien ab und reagiert damit auf Vorwürfe aus dem Nachbarland, sein Land dulde den Aufenthalt regierungsfeindlicher kolumbianischer Guerilleros.[70]
- Den Haag/Niederlande: Der Internationale Gerichtshof stellt in einem rechtlich nicht bindenden Gutachten fest, dass die vom Kosovo erklärte Unabhängigkeit von Serbien nicht gegen das Völkerrecht verstößt.[71]

### Freitag, 23. Juli 2010
- Kabul/Afghanistan: Bei einem Raketenangriff im Süden des Landes kommen nach Angaben der Regierung mindestens 40 Zivilisten ums Leben.[72]
- London / Vereinigtes Königreich: In einem von der europäischen Bankenaufsicht durchgeführten Stresstest, dessen Szenario einen Kursverfall von Staatsanleihen beinhaltete, scheitern sieben der EU-weit 91 getesteten Banken.[73]
- München/Deutschland: Der ifo-Geschäftsklimaindex steigt gegenüber Juni um 4,4 auf 106,2 Punkte und verzeichnet damit den größten Anstieg seit der Wiedervereinigung.[74]
- Wien/Österreich: Ende der 18. Welt-AIDS-Konferenz.

### Samstag, 24. Juli 2010

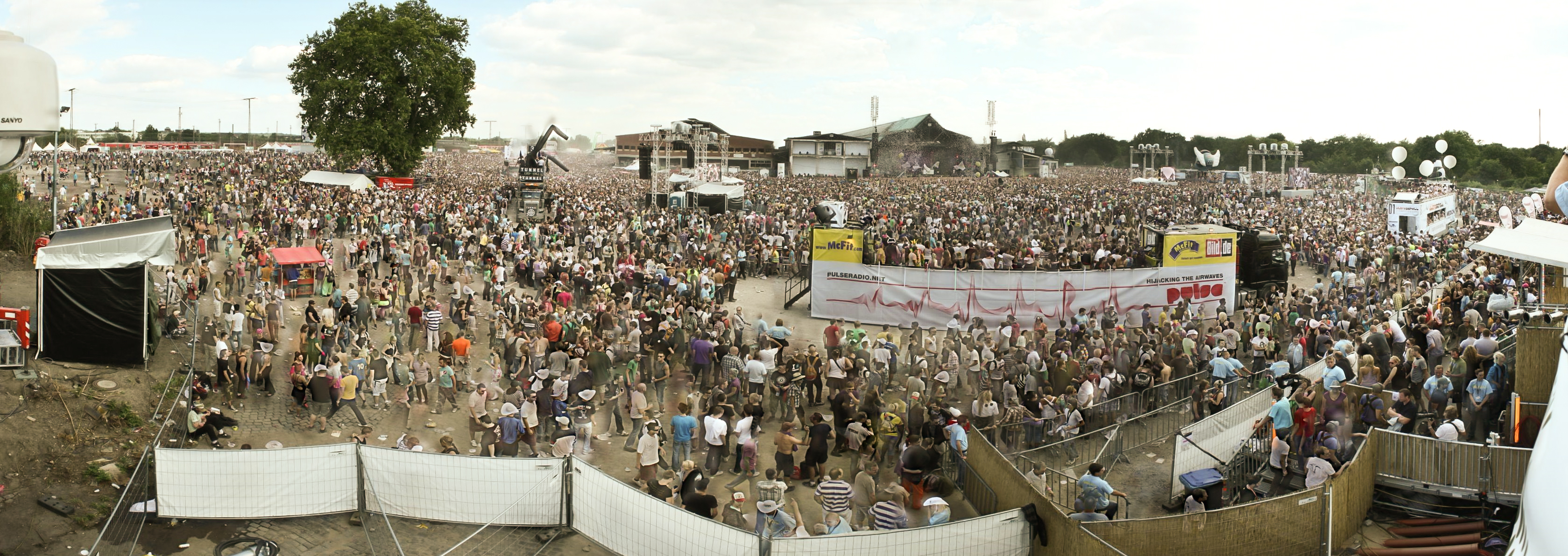
Love Parade 2010

- Duisburg/Deutschland: Bei einer Massenpanik am Eingang zum Gelände der Loveparade kommen 21 Menschen ums Leben und mindestens 652 weitere werden verletzt.[75][76]

### Sonntag, 25. Juli 2010

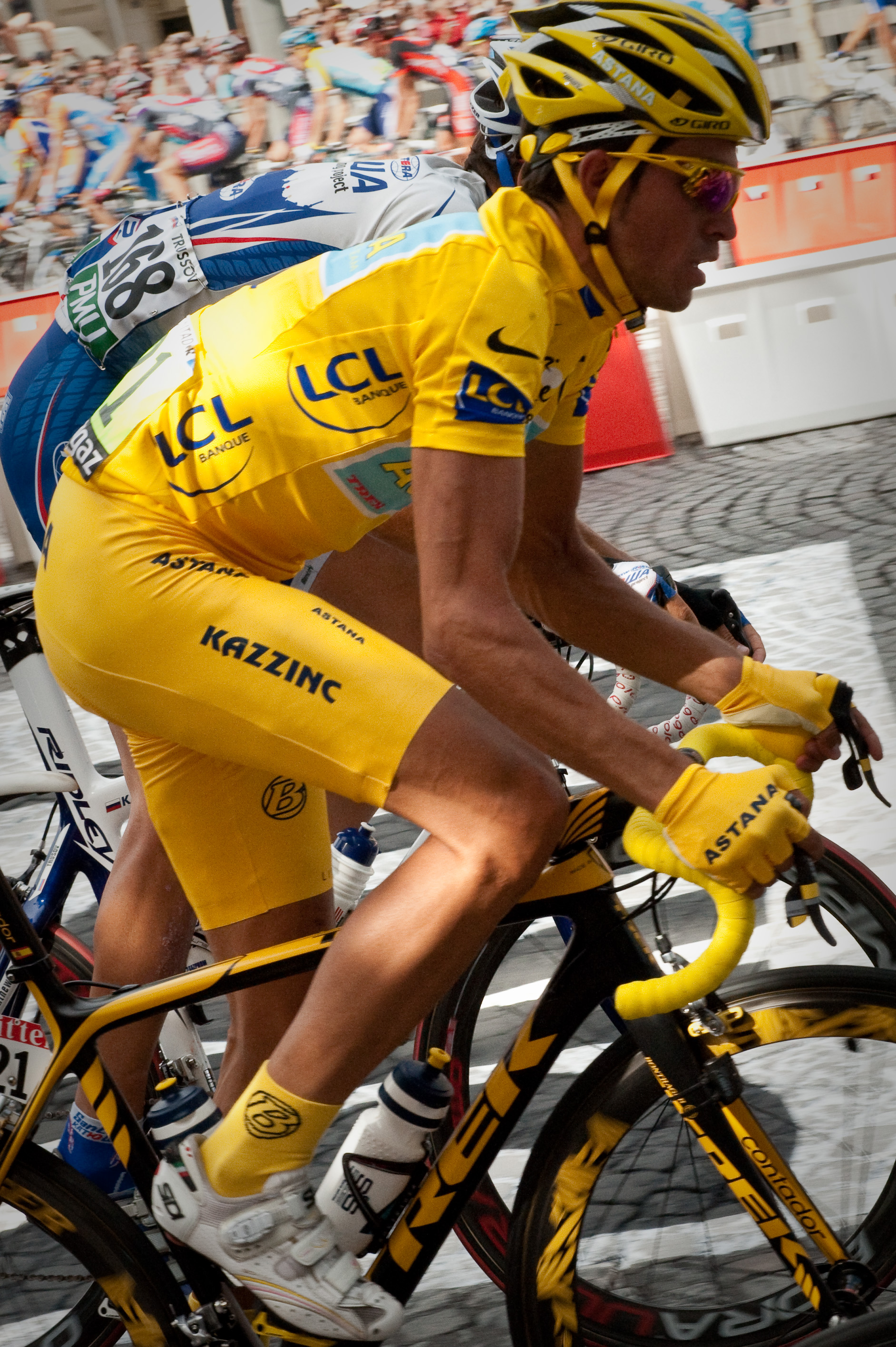
Alberto Contador

- Melbourne/Australien: Die Internetplattform WikiLeaks veröffentlicht mehr als 75.000 überwiegend als geheim eingestufte Dokumente der US-Militärs zum Afghanistankrieg.[77]
- Paris/Frankreich: Der spanische Radrennfahrer Alberto Contador gewinnt zum zweiten Mal in Folge und zum dritten Mal insgesamt die Tour de France. Zweiter wird der Luxemburger Andy Schleck vor Dennis Menschow aus Russland.[78]
- Seoul/Südkorea: Trotz Vergeltungsdrohungen Nordkoreas beginnt das Land gemeinsam mit den Vereinigten Staaten ein Militärmanöver im Japanischen Meer.[79]

### Montag, 26. Juli 2010

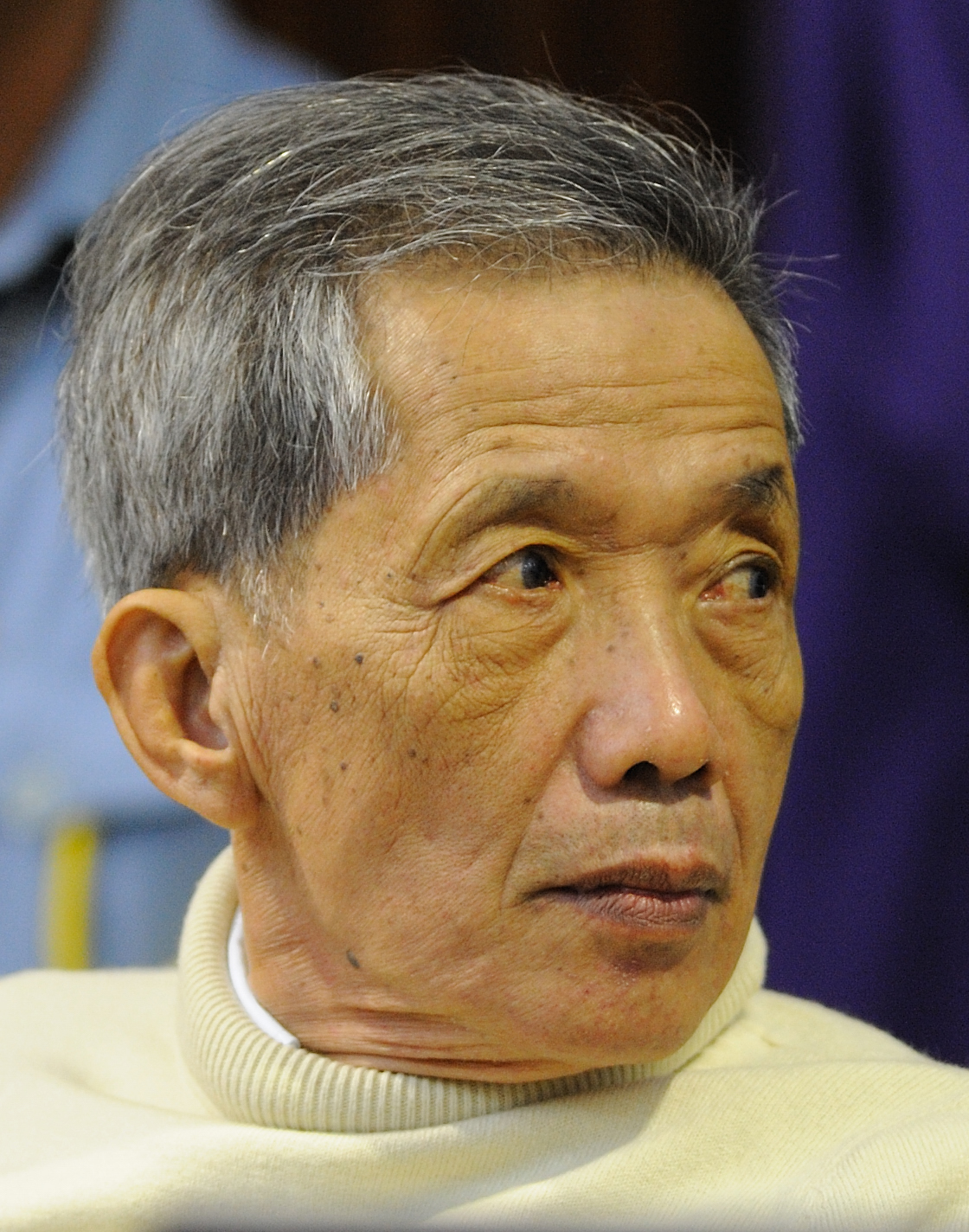
Kaing Guek Eav

- Brüssel/Belgien: Die Europäische Union beschließt massive Sanktionen gegen den Iran wegen dessen umstrittenen Atomprogramms.[80]
- Kerbela/Irak: Bei mehreren Anschlägen auf schiitische Pilger kommen mindestens 25 Menschen ums Leben und mehr als 68 weitere werden verletzt.[81]
- Phnom Penh/Kambodscha: Das UN-gestützte Tribunal zur Aufarbeitung der Schreckensherrschaft der Roten Khmer verurteilt Kaing Guek Eav, den ehemaligen Leiter des Folterzentrums Tuol Sleng, zu 35 Jahren Haft.[82]

### Dienstag, 27. Juli 2010
- Barcelona/Spanien: Beginn der Leichtathletik-Europameisterschaften.[83]
- Brüssel/Belgien: Beginn der Beitrittsverhandlungen Islands mit der Europäischen Union.[84]
- Kerbela/Irak: Bei Raketenangriffen auf schiitische Pilger kommen mindestens 16 Menschen ums Leben und mehr als 22 weitere werden verletzt.[85]
- London / Vereinigtes Königreich: Der Energiekonzern BP teilt den Rücktritt seines Vorstandsvorsitzenden Tony Hayward zum 1. Oktober mit und reagiert damit auf die anhaltende Kritik an dessen Krisenmanagement bei der Ölpest im Golf von Mexiko. Nachfolger wird der Amerikaner Bob Dudley.[86]

### Mittwoch, 28. Juli 2010
- Barcelona/Spanien: Als zweite Region des Landes nach den Kanaren beschließt Katalonien ein Verbot des Stierkampfes.[87]
- Islamabad/Pakistan: Beim Absturz des Airblue-Flugs 202 nahe der Hauptstadt kommen alle 152 Insassen ums Leben.[88]
- New York / Vereinigte Staaten: Die Vereinten Nationen erklären in einer völkerrechtlich nicht bindenden Resolution den Anspruch auf sauberes Wasser zu einem der Menschenrechte.[89]
- Stuttgart/Deutschland: 33 Jahre nach dem Mord an Generalbundesanwalt Siegfried Buback lässt die Staatsanwaltschaft eine Anklage wegen Mordes gegen die ehemalige RAF-Terroristin Verena Becker zu.[90]

### Donnerstag, 29. Juli 2010
- Kinshasa/DR Kongo: Bei einem Schiffsunglück im Westen des Landes kommen mindestens 80 Menschen ums Leben.[91]

### Freitag, 30. Juli 2010

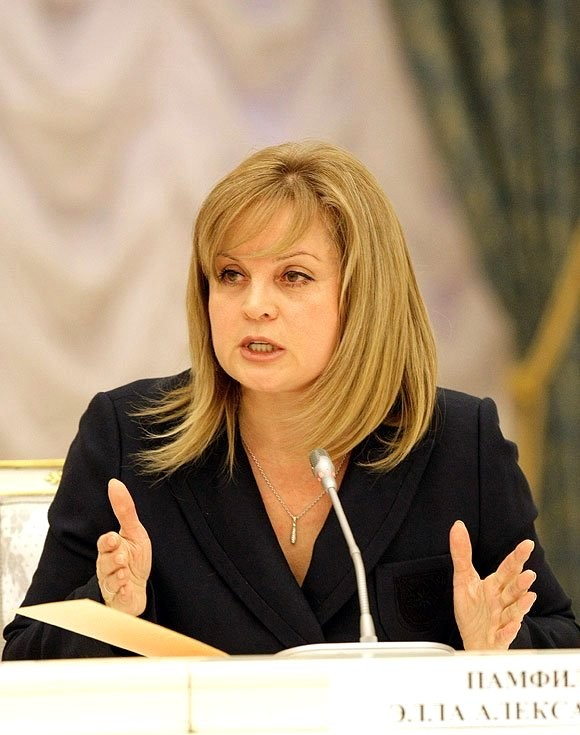
Ella Alexandrowna Pamfilowa

- Islamabad/Pakistan: Bei mehrtägigen Überschwemmungen im Nordwesten des Landes kommen mindestens 267 Menschen ums Leben.[92]
- Moskau/Russland: Die Regierungsbeauftragte für Menschenrechte Ella Pamfilowa erklärt einen Tag nach Inkrafttreten des Gesetzes zur Ausweitung der Machtbefugnisse des Inlandsgeheimdienstes ihren Rücktritt.[93]
- Woronesch/Russland: Bei Waldbränden im Westen des Landes kommen mindestens 35 Menschen ums Leben.[94]

### Samstag, 31. Juli 2010
- Brasília/Brasilien: Die UNESCO erklärt das sogenannte Oberharzer Wasserregal, ein bergbauliches Wasserwirtschaftssystem, zum Weltkulturerbe und streicht die Galapagosinseln vor der Küste Ecuadors von der Roten Liste des gefährdeten Welterbes.[95]
- Duisburg/Deutschland: In der Salvatorkirche findet unter Beteiligung von Bundespräsident Christian Wulff, Bundeskanzlerin Angela Merkel, der nordrhein-westfälischen Ministerpräsidentin Hannelore Kraft und weiterer hochrangiger Politiker die offizielle Trauerfeier für die 21 Todesopfer der Loveparade statt.[96]

## Weblinks

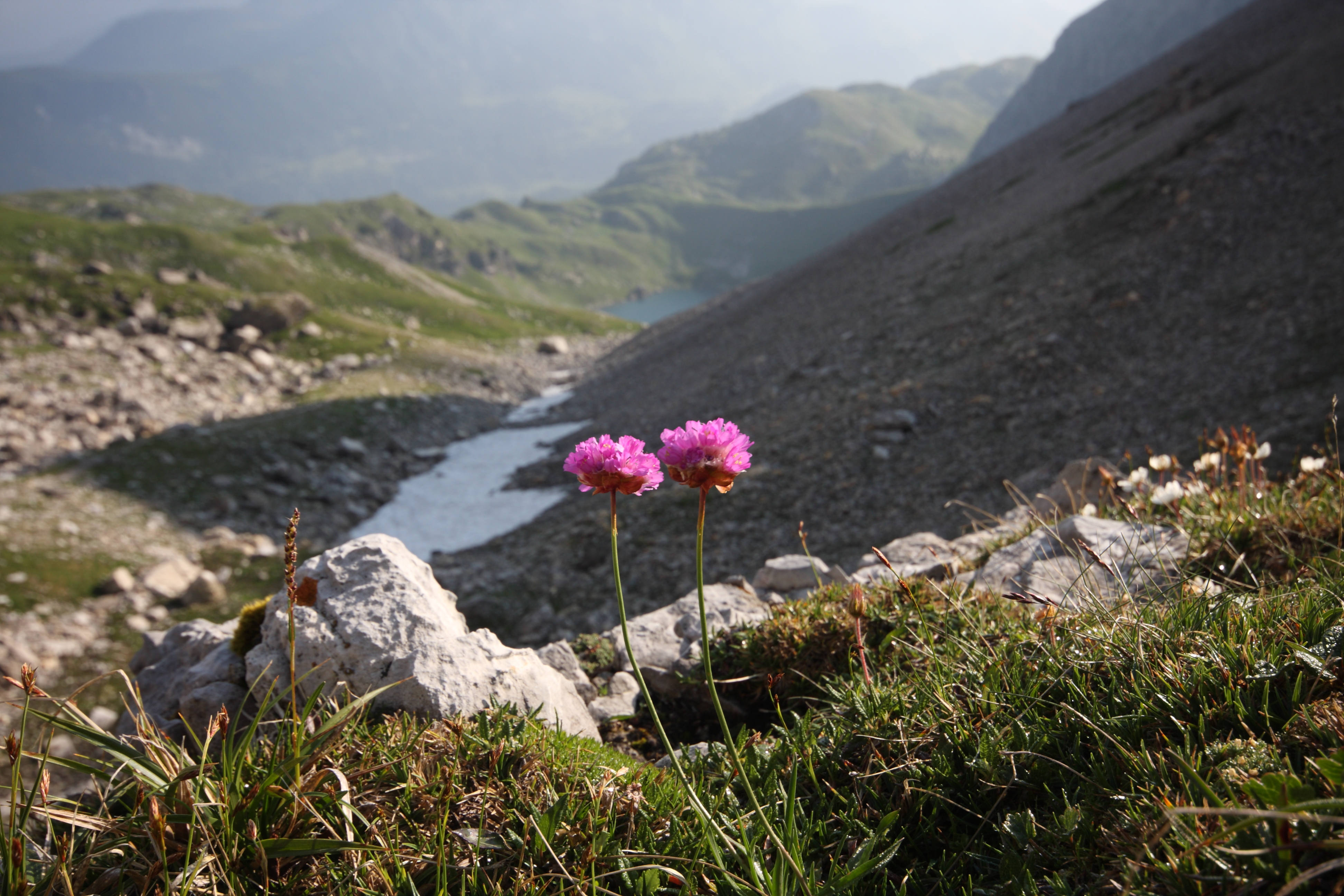
Land Salzburg im Juli 2010